# Ernst Heinrich Karl von Dechen
Ernst Heinrich Carl von Dechen (Berlino, 25 marzo 1800 – Bonn, 15 febbraio 1889) è stato un geologo e inventore tedesco.

## Biografia
Compì gli studi universitari presso l’Università di Berlino e successivamente in arte mineraria a Bochum ed Essen. Nel 1820 fu assunto presso il Dipartimento minerario dello Stato Prussiano ove rimase fino al 1864 e del quale divenne direttore dopo essersi trasferito a Bonn nel 1861. Dal 1834 al 1841 fu docente di ingegneria mineraria presso l’Università di Berlino. Nei primi anni della sua carriera intraprese numerosi viaggi per studiare i sistemi minerari di altri paesi tra cui la Scozia e l'Inghilterra. Nel corso della sua vita, oltre che di tecnologie minerarie, si occupò anche di acquedotti e di trasporti ferroviari.

## Opere

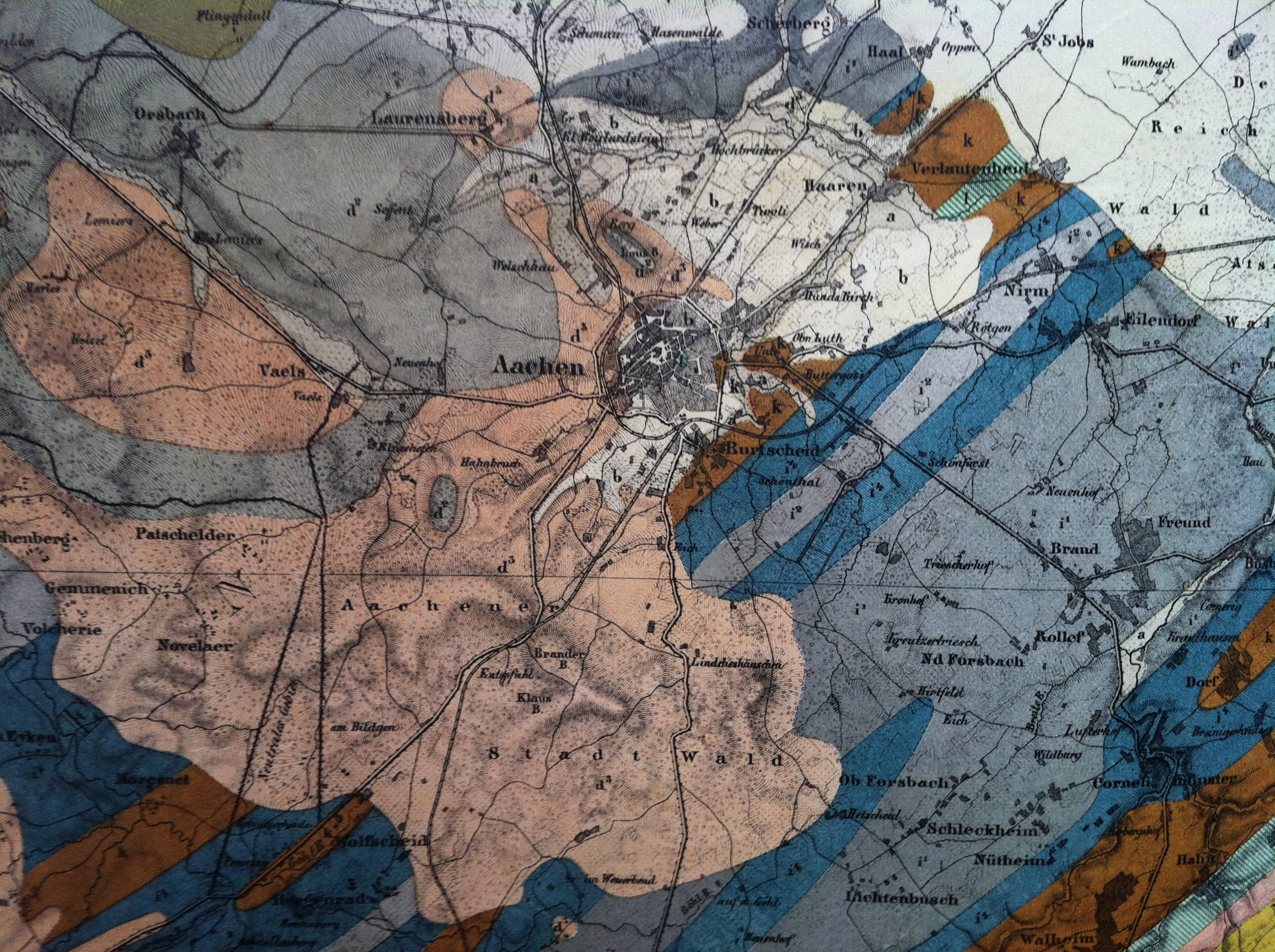
Mappa geognostica della Renania, Sez. Aquisgrana di Heinrich von Dechen (particolare), scala 1: 80000

Numerose furono le sue pubblicazioni in campo geologico  tra cui: 
- Geognostische Umrisse der Rheinländer zwischen Basel und Mainz mit besonderer Rücksicht auf das Vorkommen des Steinsalzes ( coatori von Oeynhausen e La Roche), 2 vol. (Berlino, 1825).
- Geognostische Führer in das Siebengebirge am Rhein (Bonn, 1861)
- Erläuterungen zur geologischen karte der Rheinprovinz und der provinz Westphalen, sowie einiger angrenzenden gegenden (1870)
- Die nutzbaren Mineralien und Gebirgsarten im deutschen Reiche (1873)

L'opera che gli diede maggiore fama fu la redazione di una mappa geologica della Provincia del Reno del Regno di Prussia e della Vestfalia in 35 fogli in scala 1:80000 pubblicata con due volumi di testi esplicativi.

## Onorificenze
Membro  dal 1854 della Deutsche Akademie der Naturforscher Leopoldina
A suo nome è stato intitolato il minerale Vondechenite
A Ernst Heinrich Carl von Dechen la UAI ha intitolato il cratere lunare Dechen.